# Antonio Pio Saracino
Antonio Pío Saracino (1976, Apulia) es un arquitecto y diseñador italiano que reside en Nueva York. Saracino ha diseñado monumentos, edificios, y muebles modernos, y varios de sus diseños forman parte de las colecciones permanentes de museos como el Museo de Brooklyn, el Museo de Arte y Diseño en la ciudad de Nueva York y el Museo Powerhouse en Sídney. Trabajo del Saracino se ha mostrado en exposiciones internacionales y ha recibido críticas en publicaciones como The New York Times, The Wall Street Journal, y Gulf News. Entre sus proyectos más destacados se encuentran las estatuas públicas Los Guardianes: Ryu y Superhéroes en Manhattan's Bryant Park. Vogue ha nombrado a Saracino como "entre los diseñadores italianos más prolíficos en el extranjero."